# Дергоусова, Виктория Евгеньевна
Виктория Евгеньевна Дергоусова (13 декабря 2000, Белая Глина, Краснодарский край) — российская футболистка, нападающая клуба «Ростов».

## Биография
Воспитанница клуба «Звезда» (Краснодарский край), первый тренер — Юрий Ефремов. Затем перешла в молодёжный состав краснодарской «Кубаночки». В 2017 году в составе «Кубаночки-М» забила 9 голов в первой лиге России. В сентябре 2018 года в матче первой лиги против «КПРФ-Русичи» (9:0) забила 7 голов. Победительница первой лиги 2018 года, стала автором гола в финальном матче сезона против «Чертаново-М» и лучшим бомбардиром финального турнира с 6 голами.
За основную команду «Кубаночки» в высшей лиге России дебютировала 18 апреля 2018 года в матче против ижевского «Торпедо», заменив на 84-й минуте Елену Шестернёву. Всего за сезон сыграла два неполных матча.
В начале 2019 года перешла в московский «Локомотив». Серебряный призёр чемпионата России 2019 года. С 2020 по 2021 годы играла за «Рязань-ВДВ». В 2022 и 2023 годах играла в «Чертаново». В январе 2024 года перешла в «Ростов».
Выступала за молодёжную сборную России. В первых семи матчах забила 6 голов.